# Amarynthis coccitincta
Amarynthis coccitincta är en fjärilsart som beskrevs av Adalbert Seitz 1917. Amarynthis coccitincta ingår i släktet Amarynthis och familjen Riodinidae. Inga underarter finns listade i Catalogue of Life.